# Cultura de Varna

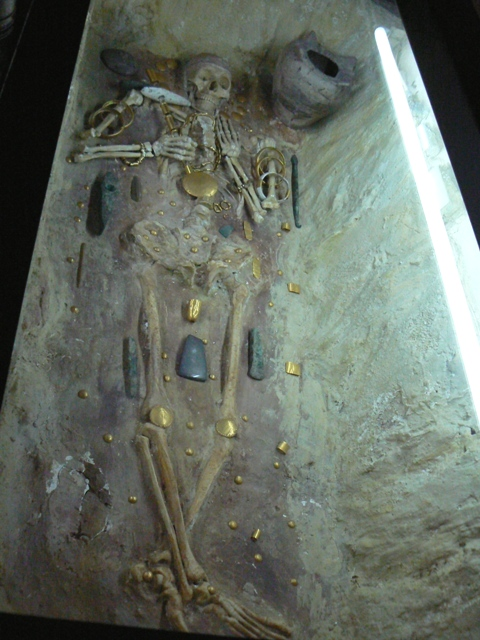
Enterramiento en la necrópolis de Varna.

La cultura de Varna se desarrolló durante el Eneolítico tardío en la actual provincia de Varna, en el norte del territorio de Bulgaria. Suele datarse entre el 4600 y el 4200 a. C., por lo que es contemporánea del período llamado Karanovo VI, en el sur de Bulgaria. Se caracteriza por su cerámica policromada y sus ricos cementerios, entre los que destacan la Necrópolis de Varna, el sitio arqueológico que da nombre a la cultura; y el yacimiento arqueológico de Durankulak, con el mayor cementerio prehistórico del sudeste de Europa (con 1200 tumbas), con un asentamiento neolítico adyacente, y un asentamiento calcolítico todavía no completamente excavado. 
La cultura dejó los trabajos en oro más antiguos del mundo.[cita requerida]
La cultura parece haber llegado hacia 4100 a. C. a un final repentino, que Henrietta Todorova atribuye a un drástico cambio climático. 